# Долишнее (Новороздольская городская община)
Долишнее (укр. Долішнє) — село в Новороздольской городской общине Стрыйского района Львовской области Украины.
Население по данным сайта gromada.info составляло 338 человек. Занимает площадь 0,829 км². Почтовый индекс — 81656. Телефонный код — 3241.

## История
В 1946 году указом ПВС УССР село Ляшки-Долишние переименовано в Долишнее.